# جشنواره فیلم آستین

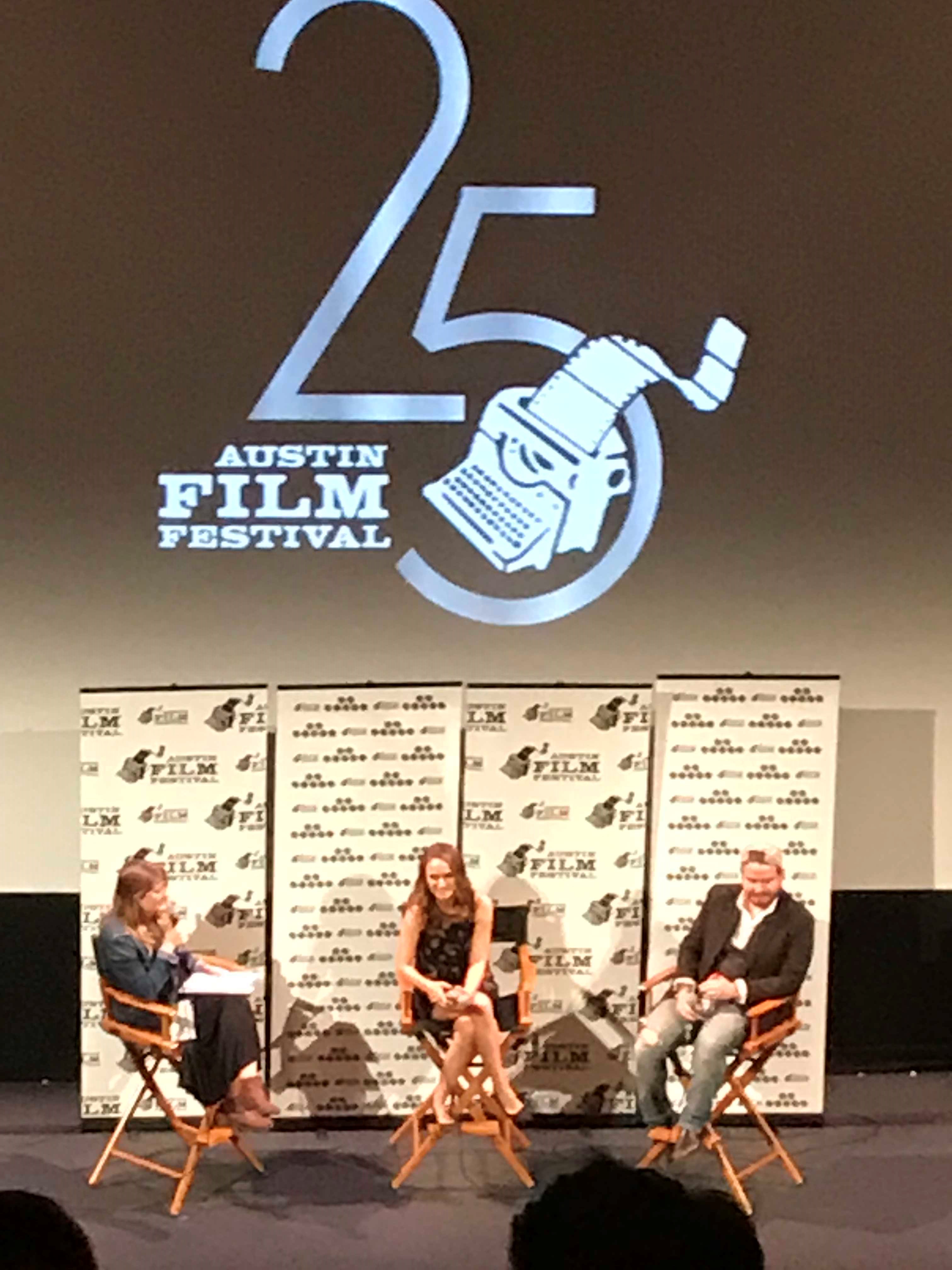
جشنوارهٔ فیلم آستین

جشنوارهٔ فیلم آستین (انگلیسی: Austin Film Festival) یا به اختصار «AFF» نام یک جشنواره و گردهمایی سینمایی در ایالات متحدهٔ آمریکا است که در سال ۱۹۹۴ میلادی پایه‌گذاری شد و تمرکز آن بر مشارکت‌های سازنده و خلاقانهٔ نویسندگان و فیلم‌نامه‌نویسان در صنعت سینما است. «AFF» را «گردهمایی اصلی فیلم‌نامه‌نویسان سینما» لقب داده‌اند.
فیلم سینمایی گورکن به کارگردانی کاظم ملایی در سال ۱۳۹۹ موفق به دریافت جایزه بهترین فیلم سینمایی از این رویداد معتبر فیلمنامه نویسان شد. 
این همایش و جشنوارهٔ سینمایی، همه‌ساله در ماه اکتبر در شهر آستین ایالت تگزاس برگزار می‌شود.